# 津止正敏
津止 正敏（つどめ まさとし、1953年11月 - ）は、日本の福祉学者、立命館大学名誉教授。介護・障害児保育。

## 人物・来歴
鹿児島県生まれ。鹿児島県立甲南高等学校を経て、1977年立命館大学産業社会学部卒、95年同大学院社会学修士課程修了。京都市社会福祉協議会をへて、立命館大学産業社会学部教授。2009年に「男性介護者と支援者の全国ネットワーク」を起ち上げ、事務局長を務める。2019年定年退職、名誉教授。

## 著書
- 『ケアメンを生きる 男性介護者100万人へのエール』クリエイツかもがわ、2013.5
- 『しあわせの社会運動 人がささえあうということ』『ひゅうまん京都』編集部 編. ウインかもがわ, 2013.6
- 『男が介護する 家族のケアの実態と支援の取り組み』中公新書  2021.2

### 共編著
- 『放課後の障害児 障害者の社会教育』 (障害者問題双書) 藤本文朗共編. 青木書店, 1988.7
- 『働きざかり男が介護するとき』藤本文朗共編. 文理閣, 2003.2
- 『子育てサークル共同のチカラ 京都の子育てネットワーク 当事者性と地域福祉の視点から』藤本明美,斎藤真緒共編. 文理閣, 2003.6
- 『障害児の放課後白書 京都障害児放課後・休日実態調査報告』津村恵子,立田幸代子共編. クリエイツかもがわ, 2004.5
- 『男性介護者白書 家族介護者支援への提言』斎藤真緒共著. かもがわ出版, 2007.9
- 『ボランティア教育の新地平 サービスラーニングの原理と実践』桜井政成共編著. ミネルヴァ書房, 2009.10
- 『ベト・ドクが教えてくれたもの 分離手術成功20周年と平和へのメッセージ』ベトちゃん・ドクちゃんの発達を願う会, 江崎智里,藤本文朗共編. クリエイツかもがわ, 2009.5
- 『ボランティアの臨床社会学 あいまいさに潜む「未来」』斎藤真緒, 桜井政成共著. クリエイツかもがわ, 2009.6
- 『長寿社会を生きる 健康で文化的な介護保障へ』石田一紀,池上惇, 藤本文朗共編著. 新日本出版社, 2019.4

## 論文
- <津止正敏